# Ferristrunzite
La ferristrunzite è un minerale.